# GADEx-Texte (Babylonien)
Die babylonischen GADEx-Texte (Goal-year-Texts, Almanachs, Diaries and Excerpts, auch Astronomische Tagebücher aus Babylon)  stellen in der babylonischen Astronomie nach den ACT-Texten die zweite Gattung der astronomischen Keilschriftaufzeichnungen dar. Otto Neugebauer nennt die GADEx-Texte deshalb in Erweiterung auch non-ACT-Texte.

## Inhalt
Zeitlich fallen die GADEx-Texte in den Abschnitt von 625 v. Chr. bis in die frühe parthische Zeit. Die Aufzeichnungen sind heute teilweise stark verstümmelt. Die meisten der Texte befinden sich heute im Britischen Museum zu London.

### Zieljahr-Texte
Die „Goal-year-Texts“ oder „Zieljahr-Texte“ sind erstmals im Seleukidenreich belegt. Die Grundlagen reichen jedoch mindestens bis in das Achämenidenreich zurück. Zieljahr-Texte beziehen sich auf die Vorhersage lunarer und planetarer Ausnahmeerscheinungen, die aufgrund bekannter Umlaufzeiten der Himmelskörper berechenbar sind. Sie wurden zum Zweck astronomischer Voraussagen für das zukünftige bevorstehende Wiederholungsjahr (Zieljahr) benutzt.
Die synodische Periode der sechs Lubat fußen auf dem entsprechenden letzten Rückgriffsjahr beziehungsweise letztem Zieljahr (N), zu welchem die jeweilige Umlaufzeit (P) addiert wird. Im Ergebnis errechnete sich daraus das nächste Zieljahr. Aufgrund der niedergeschriebenen Daten konnten die Babylonier für Jupiter 71 und 83 Jahre, für Merkur 46 Jahre, für Venus acht Jahre, für Saturn 59 Jahre, für Mars 47 und 79 Jahre sowie für den Mond 18 Jahre ermitteln.

### Almanach-Texte
Als „Almanachs“ werden Aufzeichnungen eingestuft, die als Jahreslisten die Grundlage für die „Zieljahr-Texte“ bilden. Ergänzend wurden in den „Almanachs“ auch die jährlichen Solstitien und Äquinoktien notiert.   

### Tagebuch-Texte
Die „Diaries“  oder „Tagebücher“ haben astronomische und historische Ereignisse zum Inhalt. Sie wurden als „chronologische Tagebücher“ in Verbindung mit den „Almanachs“ auch für die „Zieljahr-Texte“ genutzt. Diese Texte sind von hoher historischer Wichtigkeit, da sie viele genaustens datierte politische Ereignisse in Babylonien aufführen, die aus anderen Quellen nicht überliefert sind.